# 知行
知行（日语：／）是指日本中世纪和近代时期，领主对所领土地行使支配权的历史概念。“知行”一词从平安时代开始使用，其涵义在不同历史时期稍有变化。在日本历史上，领主并不像欧洲农奴制中的领主那样无限制地将土地和人民视为私有财产，而是存在一个涉及征税权和支配权的权利和义务的体系，这个体系称为“知行”。理解知行的概念对于理解日本历史上的领主阶层形态至关重要。